# Качура, Борис Васильевич
Борис Васильевич Качура (укр. Борис Васильович Качура; 1 сентября 1930, Тульчин, Тульчинский район, Украинская ССР, СССР — 4 сентября 2007, Киев, Украина) — советский и украинский государственный и политический деятель.
Кандидат в члены ЦК КП Украины (1971—1976). Член ЦК КП Украины (1976—1990). Кандидат в члены Политбюро ЦК КП Украины (февраль 1976 — апрель 1980). Член Политбюро ЦК КП Украины (апрель 1980 — июнь 1990). Секретарь ЦК КП Украины (октябрь 1982 — июнь 1990). Депутат Верховного Совета Украинской ССР VIII—IX и XI созывов. Член Президиума Верховного Совета Украинской ССР IX созыва. Депутат Верховного Совета СССР X—XI созывов. Член ЦК КПСС (1976—1990).

## Биография
Родился 1 сентября 1930 в городе Тульчин (Винницкой области), украинец. Семья переехала в Сталинградскую область из-за голода, затем в годы Великой Отечественной войны была эвакуирована в Актюбинскую область Казахской ССР. В 1944 году семья Качуры вернулась на Украину.
В 1954 году закончил Харьковский политехнический институт по специальности «инженер-механик». По распределению попал на металлургический комбинат имени Ильича, где работал до 1963 года. С 1956 – начальник цеха, заместитель главного энергетика, заместитель председателя комитета профсоюза. В 1957 году вступил в КПСС.
С 1963 – второй, с 1968 – первый секретарь Ждановского горкома КП Украины.
С 1974 – второй, с 10 января 1976 по 29 октября 1982 года — первый секретарь Донецкого обкома КП Украины. В 1982–—1990 – секретарь ЦК КП Украины.
Член ЦК КП Украины (1976–1990). Депутат нескольких созывов Донецкого областного совета. Депутат Совета Союза Верховного Совета СССР 10-11 созывов (1979-1989) от Донецкой области. Член ЦК КПСС в 1976–1990 годах.
В 1990 году в ходе первых альтернативных парламентских выборов в Украинской ССР был выдвинут кандидатом в народные депутаты трудовыми коллективами совхозов «Эсхар», «Маяк», «Лебежанский» колхоза «Заря коммунизма», Чугуевского мясокомбината. 4 марта 1990 года среди 7 претендентов в первом туре был избран народным депутатом Верховного совета Украинской ССР XII созыва (в дальнейшем — Верховной рады Украины I созыва) по Чугуевскому избирательному округу № 382 Харьковской области, набрав 53,24 % голосов. Являлся заместителем главы Комитета Верховной Рады Украины по вопросам развития тяжёлой промышленности. Депутатские полномочия истекли 10 мая 1994 года.
В 1994 году вышел на пенсию.
Скончался 4 сентября 2007 года в г. Киеве.

### Публикации Качуры
- Качура Б. В. Для блага человека / Б. В. Качура. — Донецк: Донбасс, 1972. — 63 с.
- Качура Б. В. Заветам отцов верны: Об опыте военно-патриот. работы парт. и обществ. орг. Донец. обл. / Б. В. Качура. — М.: ДОСААФ СССР, 1983. — 103 с.: ил.
- Качура Б. В. Норма совести / Б. В. Качура. — Донецк: Донбасс, 1965. — 26 с.
- Качура Б. В. С позиций эффективности: Деятельность Донец. парт. орг. по повышению эффективности производства. — К.: Политиздат Украины, 1978. — 128 с.

### Публикации о Качуре
- Качура Борис Васильевич // Годы и люди Донетчины / Авт.-сост. В. И. Ляшко. — К.: Скарбниця: Изд. дом «Деловая Украина», 2001. — С. 173.
- Качура Борис Васильевич // Годы и люди Донетчины / Авт.-сост. В. И. Ляшко. — 2-е изд., доп. — К.: Изд-во Европ. ун-та, 2004. — С. 216.-217.
- Качура Борис Васильович // Известия ЦК КПРС. — 1989. — № 2. — С. 71.
- Маркина И. В гостях у Бориса Качуры / И. Маркина // Приазов. рабочий. — 2002. — 20 июля.